# Det som engang var
Det som engang var (Norwegisch für „Das, was einmal war“) ist das zweite Album des Black-Metal-Soloprojektes Burzum von Varg Vikernes. Das Album wurde 1993 auf seinem Label Cymophane Productions veröffentlicht und 1994 von Misanthropy Records auf CD und Faltcover-LP neu aufgelegt.

## Entstehungsgeschichte
Nachdem Vikernes sein Debüt Burzum über Øystein Aarseths Label Deathlike Silence Productions (DSP) veröffentlicht hatte, kam es zum Konflikt zwischen den beiden; auch die EP Aske wurde über DSP veröffentlicht, Vikernes merkte aber an, er habe diese Veröffentlichung nur Aarseth überlassen, weil die Polizei unter anderem seine Adresslisten beschlagnahmt habe, als er wegen Verdachts auf Brandstiftung inhaftiert wurde; eigentlich habe er ein eigenes Label gründen wollen, was er bereits Ende 1992 geplant habe. Da das Label Voices of Wonder (VoW) den Exklusivvertrieb der Alben von DSP übernahm, kam er auf die Idee, einen ähnlichen Vertrag mit VoW aufzusetzen.
Das zweite Album wurde im April 1992, dem Monat nach Veröffentlichung des Debüts, im selben Studio wie dieses aufgenommen; die Titel für sein zweites Album schrieb Vikernes zur gleichen Zeit wie die des Debüts. Für Aufnahme und Mastering brauchte Vikernes nach eigenen Angaben 26 Stunden; die längere Aufnahmezeit gegenüber dem vorigen Album begründet er damit, dass er sich nicht beim Transport der Instrumente helfen ließ. Wieder spielte Vikernes alle Instrumente selbst ein, nur die Geräusche für Den onde kysten hatte er bei der Aufnahme des Debüts zusammen mit Aarseth erzeugt, indem sie mit den Fäusten auf einen Gong schlugen. Sämtliche Titel des Albums wurden erneut im ersten Take eingespielt.
Ursprünglich sollte das Album På svarte troner heißen, erschien aber im August 1993 unter dem Titel Det som engang var auf Vikernes’ neuem Label Cymophane Productions, das ursprünglich Burznazg Productions hieß, auf CD mit einer Auflage von 950 Exemplaren. Ein paar Tage nach dem Erscheinen des Albums wurde Vikernes verhaftet, da er Aarseth kurz zuvor ermordet hatte. VoW verkaufte einige hundert Exemplare des Albums, bevor der Vertrieb sich weigerte, weiter mit Vikernes zu kooperieren, da er sich offen zum Nationalsozialismus bekannte. Er bekam den Rest der CDs, von denen er nach eigenen Angaben die meisten verkaufte und einige an Freunde verschenkte. 1993 erschien das Album auch als Kassette bei Necropolis Records in den USA; nach dem Mord an Aarseth wandte sich Labelbetreiber Paul „Typhon“ Thind allerdings gegen Vikernes.
Das Coverartwork des Albums basiert wie das des Debüts auf einem Rollenspielbuch der AD&D-Serie namens The Temple of Elemental Evil.
Die Wiederveröffentlichung zeigt auf der Innenseite eine Zeichnung Wotans sowie darunter ein Zitat: „So edel wie der alt-germanische Mensch, so edel war seine Kunst. Sie verwirklicht die Traueme auf dieser Welt“. Dieses ist der SS-Broschüre Der Untermensch entnommen, wobei der originale Begriff arisch durch alt-germanisch ersetzt wurde.

## Titelliste
1. Den onde kysten – 2:20
2. Key to the Gate – 5:14
3. En ring til å herske – 7:10
4. Lost Wisdom – 4:38
5. Han som reiste – 4:51
6. Når himmelen klarner – 3:50
7. Snu mikrokosmos tegn – 9:36
8. Svarte troner – 2:16

## Musikstil und Texte
Vikernes selbst sieht das Album im Vergleich zum Debüt als etwas besser produziert und den Gesang als viel besser gelungen, diesem ansonsten aber sehr ähnlich an; auch dadurch, dass er die Titel beider Alben zur gleichen Zeit schrieb, sei es für ihn in gewisser Weise der zweite Teil des Debüts. Im Sounds of Death wird er mit der Aussage zitiert, Det som engang var, das damals aktuell war, sei das schwerste und seltsamste seiner Alben.
Björn Springorum vom METALGLORY Magazine allerdings ist der Ansicht, dass „Varg sein Projekt Burzum von dem ruppigen Debüt ‚Burzum‘ über die ähnlich räudige ‚Aske‘-Zwischenmahlzeit auf eine weitaus sphärischere und transzendentere Ebene gehoben hat, weshalb ‚Det Som Engang Var‘ auch den Übergang von relativ ursprünglichem Black Metal hin zu meditativ-ausufernden Rhythmen und dem Heraufbeschwören verzweifelter Atmosphären bedeutete“. Der „Brückenschlag zwischen diesen beiden Stilen“ sei Vikernes mit dem Intro „in Verbindung mit dem unerwartet schnellen und rohen Einstieg in den ersten richtigen Song“, Key to the Gate, gelungen. Kurz darauf geht die Musik in die für das Album „typischen monoton-schleppenden Takte, welche, von melancholischen und zweistimmigen Gitarren unterlegt, Monotonie für alle Ewigkeit definierten“ über, mit denen Vikernes eine melancholische Stimmung aufkommen lässt. Für Charles von Metal Reviews ist dieser Titel der mit den besten kompositorischen Ideen und der wohl am besten realisierte des Albums. Das Ich des Titels schildert seine persönliche Verdammnis und kündigt an, eines Tages die Tore zur Hölle zu öffnen (die satanischen Bezüge seiner Frühwerke verleugnete Vikernes später):

„Why did I come to this world

of sorrow why is this true

Where is my dagger of sacrifice

I will open the gates to Hell one

Day…“

Obwohl Vikernes ein starkes Interesse an J. R. R. Tolkien zeigte, stellt er auf Det som engang var einzig mit dem dritten Lied En ring til å herske einen direkten Bezug zu dessen Werken her. Der Titel lehnt sich an die Inschrift im Ring Saurons an. Später gab Vikernes allerdings an, das Lied handle von den germanischen Völkern und Odins Ring Draupnir. Auch wies er oftmals auf Elemente der nordischen Mythologie in Tolkiens Werken, beispielsweise im Artikel The One Ring auf seiner Webseite. Springorum bezeichnet das Lied „als Meisterwerk entrückter Kunst, als Manifest purer vertonter Verzweiflung. Anhören, in den Wald legen, sterben. Dieses Lied öffnet Wunden, hinterlässt Narben, schließt die Wunden, heilt sie, nur um sie wieder aufzureißen.“
In Lost Wisdom bezieht Vikernes sich auf Ebenen der Realität jenseits der fühlbaren Ebene an. Jene Ebenen würden aber durch die „blinde Kirche“ verleugnet, da es sich nicht um die Worte Gottes handle, jenes Gottes, der das Wissen um sie verbrannt habe.
Der nächste Titel ist das Keyboard-Instrumentalstück Han som reiste; während Charles von Metal Reviews es als „ambient nonsense“ bezeichnet, sieht Springorum darin „ein Loblied auf Odin, vetont [sic!] durch Syntheiflächen [sic!] und einfach nur wunderschön“. Vikernes selbst stellte dieses Lied im Zusammenhang mit Odins Selbstopfer. Es folgt mit Når himmelen klarner ein auf der E-Gitarre gespieltes Instrumentalstück.
In dem Lied Snu mikrokosmos tegn beklagt das Ich den Zustand seiner Umwelt, des Waldes, in dem keine Gefahr lauert und weder Bären und Wölfe noch Trolle zu finden sind und nichts atmet. Es kündigt an, eines Nachts zu wandern, bis es in die Hölle kommt. Für Charles ist dies ein Beispiel für Musik, die einen Archetypen zu definieren scheint, auch wenn es von seinen eigenen Nachahmern vermutlich übertroffen worden sei. Das Album endet mit dem Instrumentalstück Svarte troner.

## Bedeutung und Rezeption
Da der Black Metal und speziell Vikernes und Burzum zum Erscheinen des Albums boykottiert wurden, wurde das Album von zahlreichen Publikationen nicht rezensiert, erlangte aber in Black-Metal-Kreisen Kultstatus; der Internetseite anus.com zufolge ist das Album für den Black Metal in gewisser Weise das, was Blessed Are the Sick von Morbid Angel für den Death Metal war, da beide Alben auf überwältigende Weise die jeweilige Kultur und die von ihr transportierte Essenz erklärten. Springorum bezeichnet Det som engang var als „wahren Meilenstein schwarzmetallischer Kunst“, Charles sieht in einen Versuch, das innovative Element des Black Metal zu perfektionieren:

“And then we have this, which is perhaps the first work to perfect black metal’s most staple, and most important innovation: the ability to imbue rough and ready rock music with a sense […]. Thus, the importance of Det Som Engange [sic!] Var: neither the tongue-in-cheek rock and roll of Venom, or the grandeur of Bathory. This is a new attitude to black metal.”

„Und dann haben wir das hier, was vielleicht das erste Werk ist, das grundlegendste und wichtigste Innovation zu perfektionieren: die Fähigkeit, ungehobelte Rockmusik mit einem Sinn zu durchtränken […]. Daher die Bedeutung von Det som engang var: weder der Rock ’n’ Roll mit ironischem Unterton von Venom noch die Erhabenheit von Bathory. Dies ist eine neue Attitüde des Black Metal.“

Er bemängelt allerdings auch schwache Momente, die das Album insgesamt zu untergraben drohen, wie das Instrumentalstück Han som reiste und das unentwickelte Schlagzeugspiel unter anderem bei Key to the Gate und teilweise Lost Wisdom.